# HD 5980
HD 5980，是位于小麦哲伦星系的疏散星团和弥漫星云NGC 346中的一个双星系统，是目前已知光度最亮的恒星之一。其中， HD 5980 A可能是一颗高光度蓝变星，质量大约为40-60个太阳质量。 而HD 5980 B是一颗沃尔夫–拉叶星，约有30个太阳质量。